# I bersån
I bersån (polska: W altanie) är en oljemålning av den polske realismkonstnären Aleksander Gierymski från år 1882. Den ingår i samlingarna på Nationalmuseet i Warszawa.